# Anton Opfergelt
Anton Hubert Maria Opfergelt (né le 8 décembre 1850 au manoir d'Overbach (de), Barmen et mort le 10 novembre 1915 à Geilenkirchen) est un homme politique et avocat prussien. Il est député du Reichstag et de la Chambre des représentants de Prusse.

## Origine
Anton Opfergelt est le fils du gérant et locataire du manoir d'Overbach (de), Ferdinand Christian Opfergelt (né en 1811) et de son épouse Carolina Henrietta Opfergelt, née Dolff. Son grand-père est Johann Joseph Gottfried Opfergelt (1770–1842), le propriétaire de l'Hubertushof à Merzenhausen. La famille Opfergelt est une vieille famille rhénane et propriétaire terrien. À propos de la grand-mère de Ferdinand Christian Opfergelt, Anna Katharina Hons née Sieger (1731-1811), la famille est liée à la famille de propriétaires d'usine de Zülpich (de) autour de Heinrich Xaver Sieger (de) (1811-1901), qui dirige une distillerie de schnaps dans le château de Zülpich et une usine de papier au même endroit.

## Biographie
Anton Opfergelt étudie au Progymnasium de Juliers et au lycée Frédéric-Guillaume de Cologne (de). Il étudie ensuite à l'Université Robert-Charles de Heidelberg, à l'Université rhénane Frédéric-Guillaume de Bonn et à l'Université Empereur Guillaume de Strasbourg, où il obtient un doctorat. En 1871, il devient membre du Corps Rhenania Heidelberg (de) et du Corps Palatia Bonn.
Il sert dans l'armée prussienne pendant plusieurs années et prend sa retraite en 1890 en tant que premier lieutenant dans la cavalerie de la Landwehr. Depuis juin 1880, il est conseiller du tribunal local de Geilenkirchen. En 1894, il est élu pour la première fois à la Chambre des représentants de Prusse, dont il sera membre de 1895 à 1908. Depuis 1898, il est également député du Reichstag en représentant la 5e circonscription d'Aix-la-Chapelle (Geilenkirchen-Erkelenz (de)) pour le Zentrum. Il restera au Reichstag jusqu'en 1907. Pendant son temps en tant que député du Reichstag, il participe à plusieurs projets de loi, y compris des lois sur les compagnies d'assurance privées et des lois sur l'assurance-accidents pour les fonctionnaires.